# 하울 메이렐르스
하울 메이렐레스(포르투갈어: Raul José Trindade Meireles, 1983년 3월 17일 ~ )는 포르투갈의 전 축구 선수로 포지션은 중앙 미드필더였다.

## 클럽 경력
포르투갈 보아비스타 유소년 팀에서 축구생활을 시작한 메이렐레스는 성인 축구선수로 데뷔한 뒤, 보아비스타에서 한 시즌을 보내고 2004년에 포르투로 이적했다. 그는 포르투의 구장인 에스타디우 두 드라강에서 뛰어난 선수로 발전하여 2005/06 시즌에 포르투의 국내 3연승을 도왔다. 일 년 뒤, 챔피언스리그 16강에서 첼시를 상대로 2골을 넣기도 했다.

### 리버풀
리버풀에서 2010/2011시즌을 보내며 44경기에 출전하였다.

### 첼시 FC
2011년 8월, 첼시 FC는 이적 마감일에 하울 메이렐레스와 4년 계약을 했다. 그는 9월 10일 선덜랜드전에서 데뷔를 했으며 훌륭한 패스로 다니엘 스터리지의 골을 도왔다.

### 페네르바체 SK
2012년 9월, 첼시에서 한시즌만 보낸뒤 터키 페네르바체 SK로 이적했다.

## 국가대표 경력
메이렐레스는 루이스 스콜라리 감독 아래서 국가대표로 큰 활약을 보이며 UEFA 유로 2008에 출전하여 터키와의 경기에서 자신의 첫 국제대회 골을 기록했다. 그는 2010년 FIFA 월드컵에 출전하기 위한 모든 예선 경기에 출전했으며 조선민주주의인민공화국 경기에서 골을 성공시켜 팀을 7-0 승리로 이끌며 리버풀의 눈길을 끌었다.

## 경력
- 2000년 UEFA U-16 챔피언십 국가대표
- 2004년 UEFA U-21 챔피언십 국가대표
- 2004년 하계 올림픽 축구 국가대표
- 2006년 UEFA U-21 챔피언십 국가대표
- UEFA 유로 2008 국가대표
- 2010년 FIFA 월드컵 국가대표
- UEFA 유로 2012 국가대표
- 2014년 FIFA 월드컵 국가대표

## 수상
포르투갈
- UEFA U-16 챔피언십 : 우승 (2000)
- UEFA U-21 챔피언십 : 3위 (2004)
- UEFA 유럽 축구 선수권 대회 : 4강 (2012)